# 辻学園調理・製菓専門学校

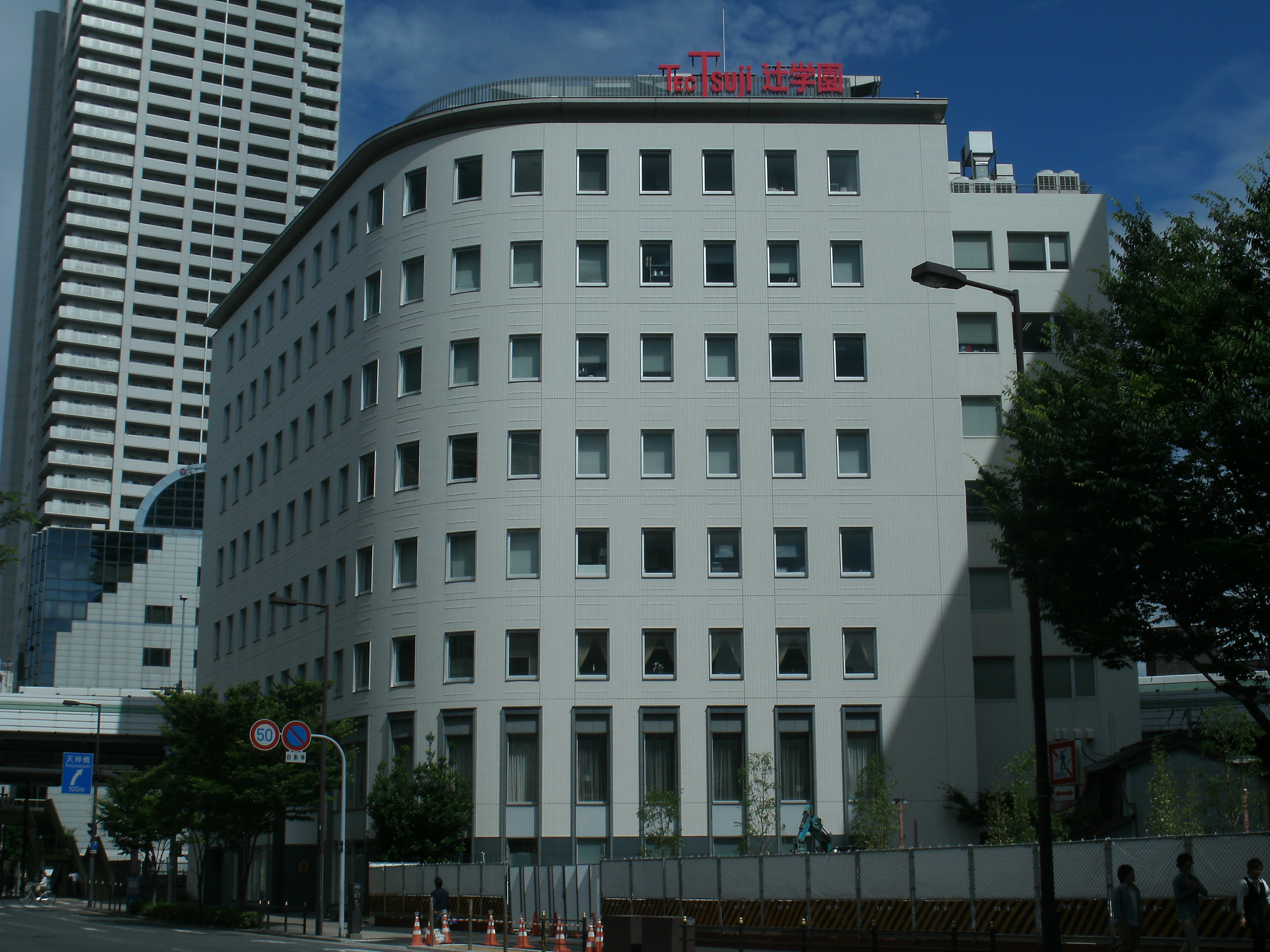
2006年1月竣工の本校舎（設計：大林組本店一級建築士事務所）

辻学園調理・製菓専門学校（つじがくえんちょうりせいかせんもんがっこう）は、学校法人三幸学園が運営する大阪市北区にある専修学校。
同校は、同じく大阪にある辻調理師専門学校（「辻調」の略称で知られる）とは無関係（辻調グループ創設者の辻静雄は、学校法人辻学園創設者の辻徳光の娘婿）。

## 沿革
- 1930年（昭和5年） - 現校の元になる学校を設立
- 1942年（昭和17年） - 日本割烹学校を創設
- 1959年（昭和34年） - 日本初の調理師養成学校として辻学園日本調理師学校を設立
- 1978年（昭和53年） - 専修学校となる
- 1987年（昭和62年） - 辻学園調理技術専門学校と改称
- 2006年（平成18年） - 現校名となる
- 2011年（平成23年） - 学校法人辻学園が民事再生法の適用を申請。負債は28億円[2]。東京未来大学等を運営する学校法人三幸学園が支援[3]。

## 学科
- 調理師学科
- 高度調理技術学科
- 製菓衛生師学科

## 所在地
- 〒530-0047 大阪市北区西天満1-3-17
最寄り駅は、京阪本線・地下鉄堺筋線 北浜駅

## 旧校舎

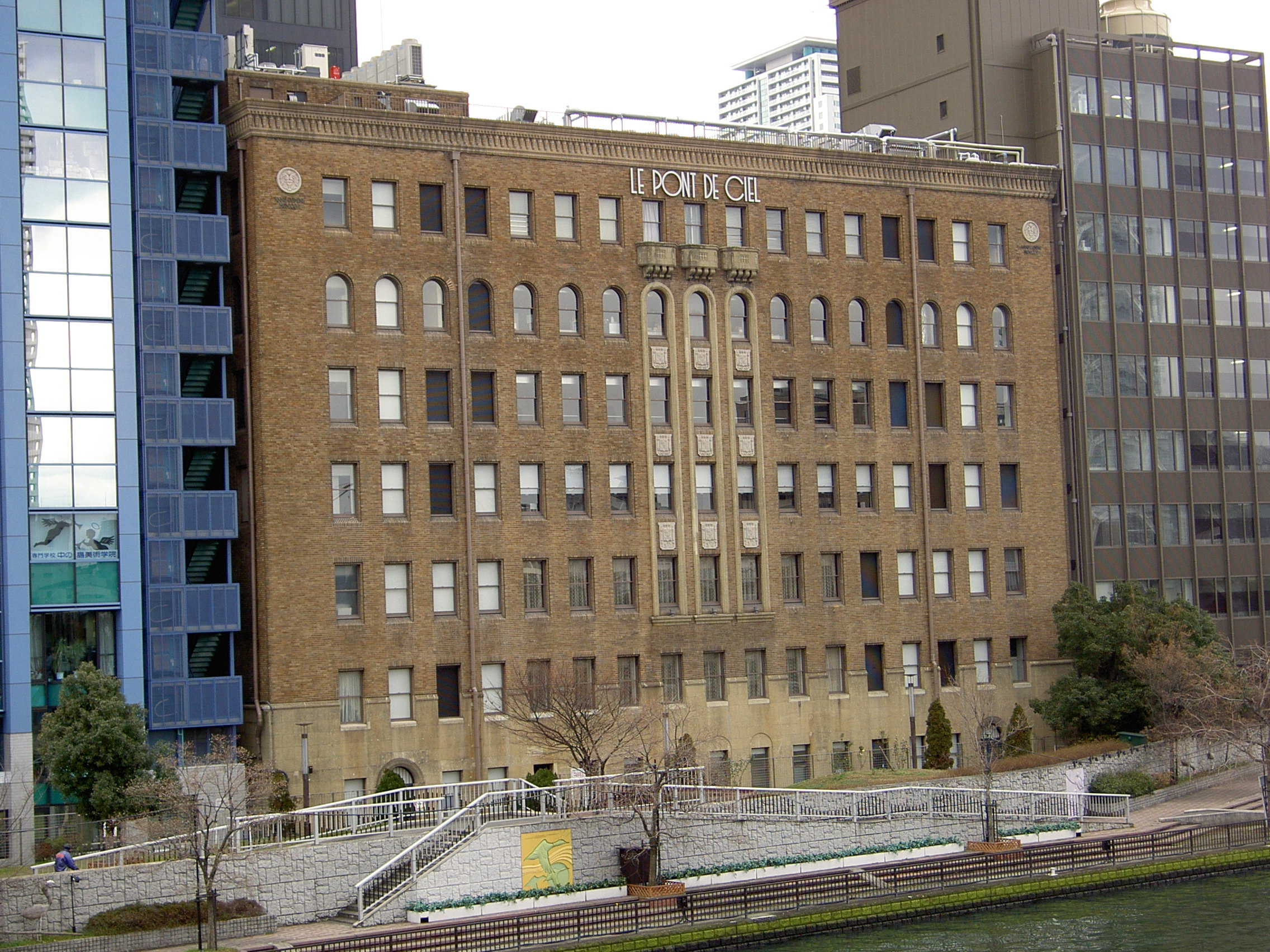
中之島校旧校舎（大林組旧本店）

辻学園の中之島校旧校舎は、大正15年に大林組の本社社屋として建設された近代建築である。土佐堀川側からも、土佐堀通側からも正面に見えるようデザイン的に配慮されている。2022年10月までフランス料理店「ル・ポン・ド・シエル」が入居し、「ル・ポン・ド・シエル・ビル」と呼ばれていた。
- 所在地：大阪府大阪市中央区北浜東6-9
- 構造：RC造り6階建
- 設計：平松英彦
- 施工：山口組

## 出身者
- きくち教児 - 名古屋のローカルタレント